# Jakriborg
Jakriborg ist eine Siedlung in Hjärup, in der Gemeinde Staffanstorp, zwischen Malmö und Lund in Schonen in Schweden.

## Entstehung

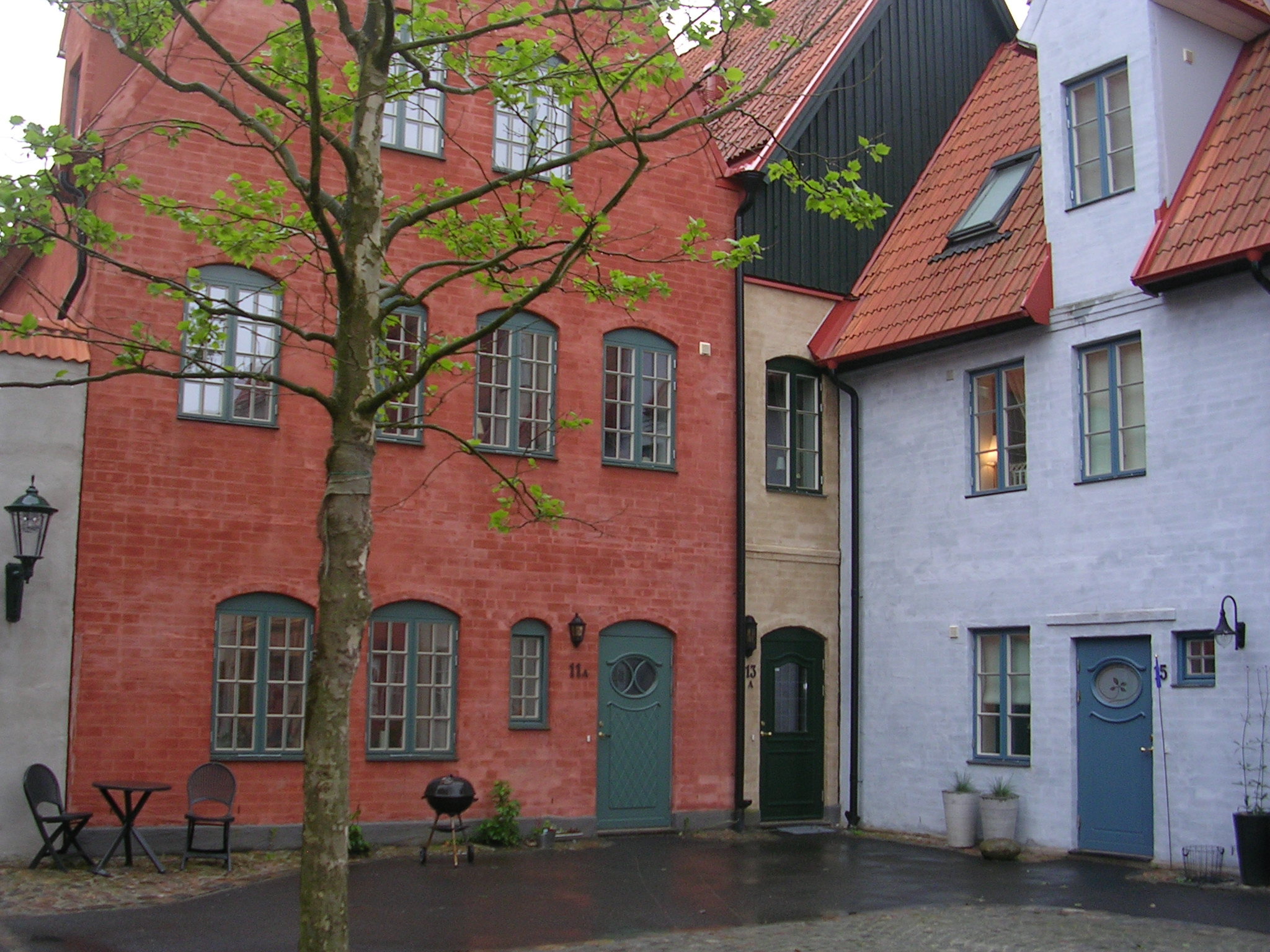
Gebäude in Jakriborg

Jakriborg wurde von der schwedischen Firma Jakri AB seit den 1990ern gebaut und kontinuierlich erweitert. Das Projekt wurde in Zusammenarbeit mit den Architekten Robin Manger Architect SAR/MSA und Marcus Axelsson Architect SAR/MSA durchgeführt. In der Planung spiegeln sich Aspekte des New Urbanism wider.
Zu Beginn bestand Jakriborgs Einwohnerschaft aus weniger als 300 Haushalten, bis 2005 waren es mehr als 500 Haushalte.